# Le crime était presque parfait (film, 1947)
Cet article concerne le film de Michael Curtiz. Pour le film d' Alfred Hitchcock, voir Le crime était presque parfait.
Pour plus de détails, voir Fiche technique et Distribution.
Le crime était presque parfait (The Unsuspected) est un film américain réalisé par Michael Curtiz, sorti en 1947.

## Synopsis
La secrétaire de Victor Grandison, animateur d'une série criminelle à la radio, est retrouvée pendue dans la maison de son patron. Le fiancé de celle-ci, policier de son état, est revenu de la Guerre et suspecte Grandison d'avoir maquillé un meurtre en suicide. Sous une fausse identité, il essaye de confondre le vrai coupable en s'introduisant dans son intimité. De son côté, Grandison fait appel à un tueur pour s'en débarrasser...

## Fiche technique
- Titre : Le crime était presque parfait
- Titre original : The Unsuspected
- Réalisation : Michael Curtiz
- Scénario : Charlotte Armstrong et Beth Merredyth, d'après le roman The Unsuspected (en français : L'Insoupçonnable Grandison), de Charlotte Armstrong
- Directeur de la photographie : Woody Bredell
- Directeur artistique : Anton Grot
- Costumes : Milo Anderson
- Montage : Frederick Richards
- Production : Michael Curtiz, Charles Hoffman et George Amy (associé)
- Pays de production :  États-Unis
- Langue : anglais
- Format : noir et blanc – 35 mm – 1,37:1 – mono (RCA Sound System)
- Genre : drame
- Durée : 103 minutes
- Dates de sorties : 
  - États-Unis : 3 octobre 1947
  - France : 1er décembre 1948

## Distribution
- Joan Caulfield : Matilda Frazier
- Claude Rains : Victor Grandison
- Audrey Totter : Althea Keane
- Constance Bennett : Jane Moynihan
- Hurd Hatfield : Oliver Keane
- Fred Clark : Richard Donovan
- Harry Lewis : Kent (butler)
- Jack Lambert : Mr. Press
- Ray Walker : l'assistant de Donovan
- Nana Bryant : Rosalyne Wright
- Walter Baldwin : le juge Maynard
- Ted North : Steven Francis Howard
- Rory Mallinson (non crédité) : un technicien du laboratoire de balistique

## Commentaire
Lorsque Michael Curtiz signe The Unsuspected en 1947, le film noir se trouve à son apogée. Le film de Curtiz offre cette singularité, tout comme Laura (1944) d'Otto Preminger, de « distiller l'idée que la forme la plus raffinée du crime se trouvait parmi les classes les plus huppées de la société, une idée révolutionnaire quand il était auparavant acquis que les classes laborieuses restent toujours les plus dangereuses. »
Plus préoccupé par des questions de style, le réalisateur adapta schématiquement l'œuvre de Charlotte Armstrong. « Curtiz se moque de mon roman », disait celle-ci. Ce que confirmait Curtiz en personne : « Il semble que j'ai essayé de réaliser un grand film à partir d'une histoire qui n'avait rien de génial. »